# Laura Mulvey

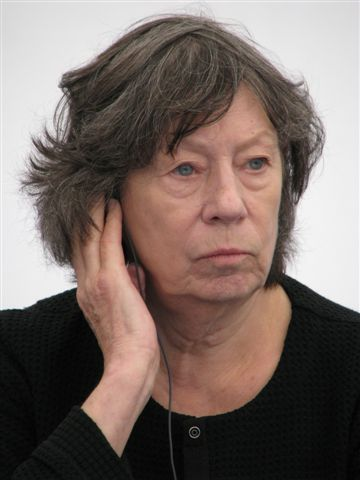
Laura Mulvey, Juli 2010

Laura Mulvey (* 15. August 1941) ist eine britische Filmtheoretikerin. Derzeit hat sie den Lehrstuhl für Film- und Medienwissenschaft am Birkbeck College der Universität London inne. 2000 wurde sie zum Mitglied der British Academy gewählt. Mulvey wurde in den 1970er-Jahren die Leitfigur einer neuartigen, feministisch orientierten Filmwissenschaft.

## Werk
Bekannt wurde Mulvey 1975 mit ihrem psychoanalytischen Ansatz zur Interpretation der frühen Hollywood-Spielfilme. Mit ihrem bekanntesten Artikel Visuelle Lust und narratives Kino leitete sie eine theoretische Wende in der feministischen Filmanalyse der 1970er Jahre ein. Sie wurde damit zur Leitfigur einer neuen Bewegung, die versuchte, die vorherrschenden patriarchalen Strukturen und das damit verbundene Bild der Frau im Film aufzuzeigen und zu kritisieren.
Basis ihrer Analyse sind die Psychoanalyse Freuds sowie Jacques Lacans Konzeption des Spiegelstadiums.
Mulveys radikale feministische Kritik an Hollywood-Filmen geriet vor allem in den 1980er Jahren immer mehr in Widerspruch zu Theorien der Gender Studies, nach denen queere Subkulturen auch ganz anderen Gebrauch von Mainstream-Produkten machen können, wie aber auch zu den an Einfluss gewinnenden Texten der Cultural studies, die ebenfalls die Interpretations- und Aneignungsspielräume der Konsumenten stärker betonten.
Mulvey korrigierte selber frühere Positionen und untersucht heute Film entlang historischer Analyse der filmischen Kategorien Stillstand und Bewegung bzw. Tod und Leben.
Ihrer Filmkritik ging sie auch künstlerisch nach. In Filmen wie Riddles of the Sphinx (1977, zusammen mit ihrem Ehemann Peter Wollen) versucht sie allen Fallstricken eines (den Frauenkörper) fetischisierenden Filmblicks zu entgehen.

## Positionen

### Theorie des „männlichen Blicks“
Mulvey vertrat unter anderem die Theorie des Konzepts des „männlichen Blicks“ in der Filmindustrie. Demnach werde bei Filmproduktionen eine von männlichen Zuschauern, Schöpfern und Figuren geprägte Perspektive eingenommen, wodurch diese unter Ausschluss der Existenz anderer Zuschauergruppen und deren Empfindungen ihre Erwartungen und Bewertungen in den Film einbringen können. Dies gehe oft zu Lasten insbesondere weiblicher Figuren, denen mitunter auch ihre Handlungsmacht und Kontrolle über ihren Körper und ihre Darstellung entzogen wird. Als ein Paradebeispiel für Mulveys Konzept nennt die israelische Filmwissenschaftlerin Neta Yodovich etwa die Darstellung der Figur der Prinzessin Leia im Star-Wars-Film Die Rückkehr der Jedi-Ritter von 1983, die als Sklavin in einem Bikini zu einer Ikone der Popkultur wurde; das Kostüm selbst gilt als eines der kontroversesten Filmkostüme aller Zeiten.

## Werke
- Visual pleasure and narrative cinema, in M. Merck (Hrsg.): The sexual subject: Screen reader in sexuality, Taylor and Francis, 1975, S. 6–18.
- Visual Pleasure and Narrative Cinema, in: Bill Nichols (Hrsg.): Movies and Methods. Berkeley und Los Angeles: University of California Press, 1985. Dt.: Visuelle Lust und narratives Kino. In: Liliane Weissberg (Hrsg.): Weiblichkeit als Maskerade. Frankfurt am Main: Fischer, 1994, S. 48–65
- Ein Blick aus der Gegenwart in die Vergangenheit: Eine Re-Vision der feministischen Filmtheorie der 1970er Jahre. Übers. von Katja Widerspahn und Susanne Lummerding. In: Monika Bernhold, Andrea Braidt, Claudia Preschl (Hrsg.): Screenwise. Film-Fernsehen-Feminismus. Marburg: Schüren Vlg. 2004, S. 17–27
- Afterthoughts on „Visual Pleasure and Narrative Cinema“ inspired by King Vidor's „Duel in the Sun“. In: Framework, 15-16-17, 1981, S. 12–15.
- Death 24x a Second. Stillness and the Moving Image. London: Reaktion Books, 2006